# Valtiendas
Valtiendas es un municipio y localidad española del norte de la provincia de Segovia, en la comunidad autónoma de Castilla y León. Al término municipal de Valtiendas están agregados las localidades de Pecharromán y el Caserío de San José. Todos ellos pertenecen a la Comunidad de Villa y Tierra de Fuentidueña.

## Toponimia
En 1591 se llamaba Valdetiendas; por lo que apenas ha variado su nombre.

## Geografía

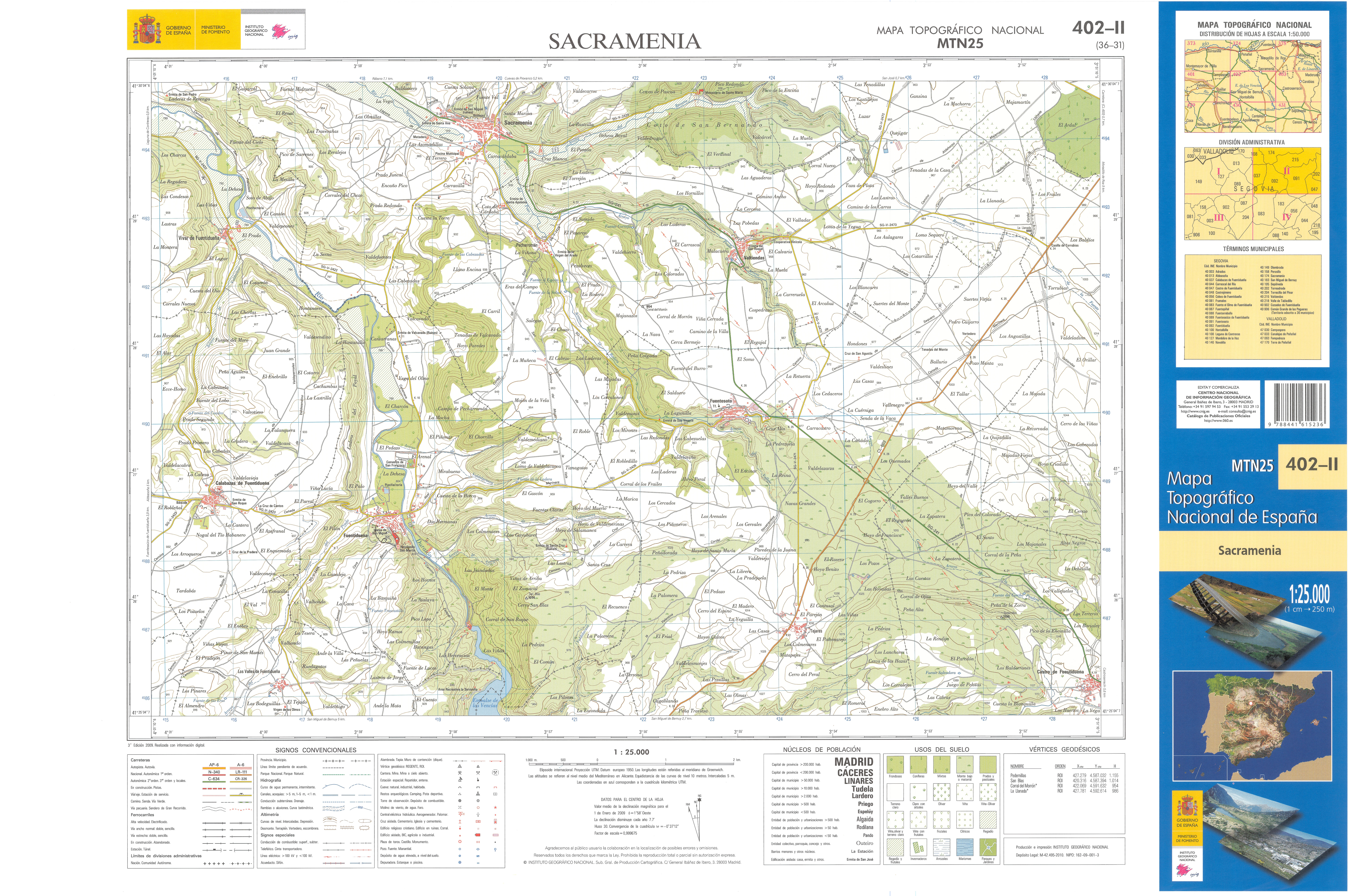
Fragmento de la hoja 402 del Mapa Topográfico Nacional de España de 2009 en el que se representa parte de Valtiendas

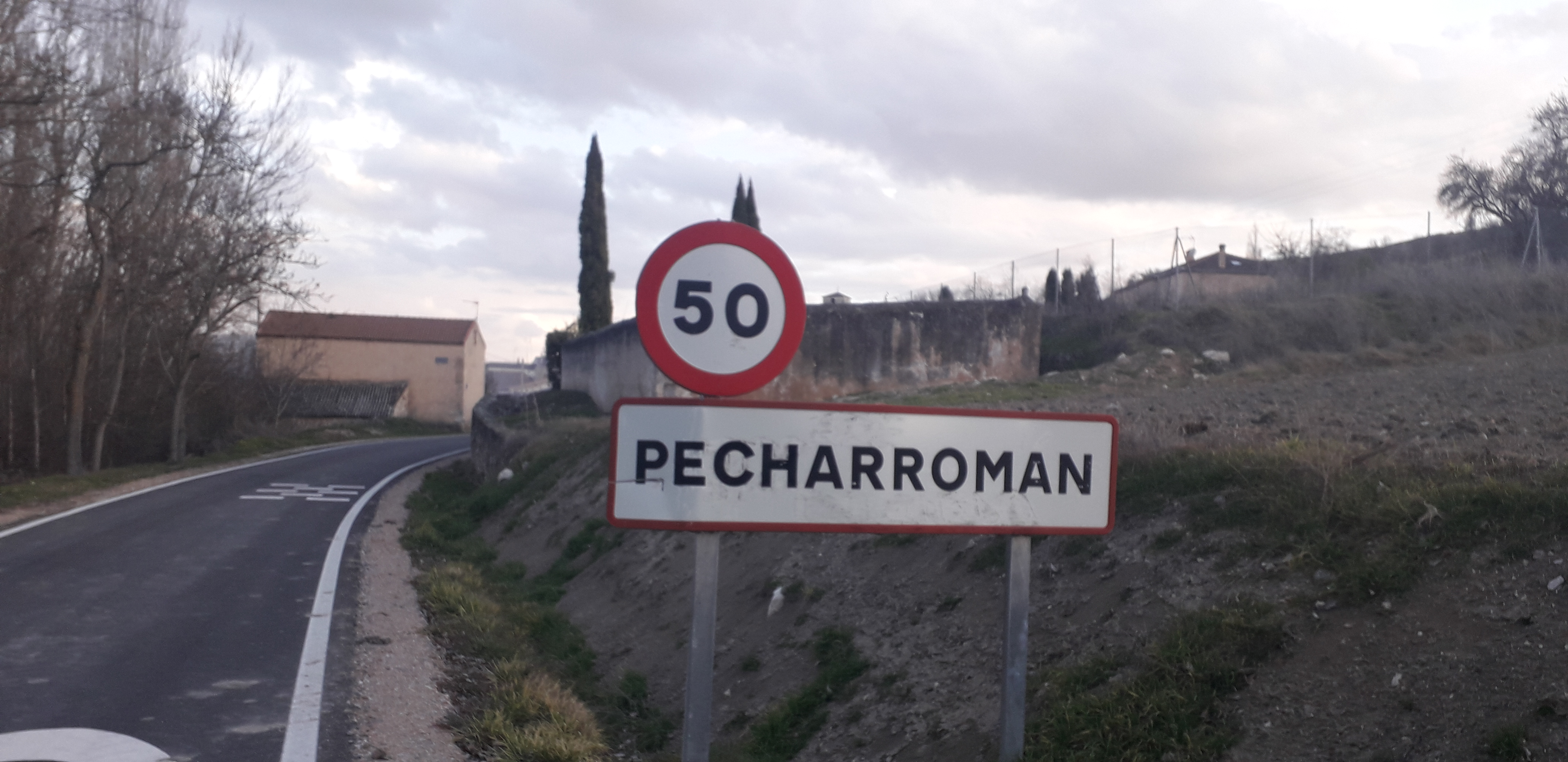
Pedanía de Pecharroman

El municipio de Valtiendas se encuentra situado en la zona central de la península ibérica, en el extremo norte de la provincia de Segovia, y tiene una superficie de 38,64 km².
Se accede a la localidad, desde Segovia, por la salida por la CL-603 hasta Tejares. Desvío a Valtiendas.
| Noroeste: Sacramenia  | Norte: Haza     | Noreste: Haza       |
| Oeste: Sacramenia     |                 | Este: Torreadrada   |
| Suroeste: Pecharromán | Sur: Fuentesoto | Sureste: Fuentesoto |

### Clima
El clima de Valtiendas es mediterráneo continentalizado, como consecuencia de la elevada altitud y su alejamiento de la costa, sus principales características son:
- La temperatura media anual es de 11,50 °C con una importante oscilación térmica entre el día y la noche que puede superar los 20 °C. Los inviernos son largos y fríos, con frecuentes nieblas y heladas, mientras que los veranos son cortos y calurosos, con máximas en torno a los 30 °C, pero mínimas frescas, superando ligeramente los 13 °C. El refrán castellano «Nueve meses de invierno y tres de infierno» lo caracteriza a la perfección.[cita requerida]
- Las precipitaciones anuales son escasas (514,10 mm) pero se distribuyen de manera relativamente equilibrada a lo largo del año excepto en el verano que es la estación más seca (82,20 mm). Las montañas que delimitan la meseta retienen los vientos y las lluvias, excepto por el oeste, donde la ausencia de grandes montañas abre un pasillo al océano Atlántico por el que penetran la mayoría de las precipitaciones que llegan a Valtiendas.

| Precipitaciones por estación (mm) |        |        |          |        |
| Primavera                         | Verano | Otoño  | Invierno | TOTAL  |
| 149,40                            | 82,20  | 141,10 | 141,40   | 514,10 |

En la Clasificación climática de Köppen se corresponde con un clima Csb (oceánico mediterráneo), una transición entre el Csa (mediterráneo) y el Cfb (oceánico) producto de la altitud. A diferencia del mediterráneo presenta un verano más suave, pero al contrario que en el oceánico hay una estación seca en los meses más cálidos.
| Parámetros climáticos promedio de San Miguel de Bernuy en el periodo 1961-2003 | Parámetros climáticos promedio de San Miguel de Bernuy en el periodo 1961-2003 | Parámetros climáticos promedio de San Miguel de Bernuy en el periodo 1961-2003 | Parámetros climáticos promedio de San Miguel de Bernuy en el periodo 1961-2003 | Parámetros climáticos promedio de San Miguel de Bernuy en el periodo 1961-2003 | Parámetros climáticos promedio de San Miguel de Bernuy en el periodo 1961-2003 | Parámetros climáticos promedio de San Miguel de Bernuy en el periodo 1961-2003 | Parámetros climáticos promedio de San Miguel de Bernuy en el periodo 1961-2003 | Parámetros climáticos promedio de San Miguel de Bernuy en el periodo 1961-2003 | Parámetros climáticos promedio de San Miguel de Bernuy en el periodo 1961-2003 | Parámetros climáticos promedio de San Miguel de Bernuy en el periodo 1961-2003 | Parámetros climáticos promedio de San Miguel de Bernuy en el periodo 1961-2003 | Parámetros climáticos promedio de San Miguel de Bernuy en el periodo 1961-2003 | Parámetros climáticos promedio de San Miguel de Bernuy en el periodo 1961-2003 |
| Mes | Ene.                                                                           | Feb.                                                                           | Mar.                                                                           | Abr.                                                                           | May.                                                                           | Jun.                                                                           | Jul.                                                                           | Ago.                                                                           | Sep.                                                                           | Oct.                                                                           | Nov.                                                                           | Dic.                                                                           | Anual                                                                          |
| --- | ------------------------------------------------------------------------------ | ------------------------------------------------------------------------------ | ------------------------------------------------------------------------------ | ------------------------------------------------------------------------------ | ------------------------------------------------------------------------------ | ------------------------------------------------------------------------------ | ------------------------------------------------------------------------------ | ------------------------------------------------------------------------------ | ------------------------------------------------------------------------------ | ------------------------------------------------------------------------------ | ------------------------------------------------------------------------------ | ------------------------------------------------------------------------------ | ------------------------------------------------------------------------------ |
| Temp. media (°C) | 3.40                                                                           | 5.00                                                                           | 8.10                                                                           | 9.20                                                                           | 13.80                                                                          | 17.80                                                                          | 20.90                                                                          | 20.90                                                                          | 16.20                                                                          | 11.60                                                                          | 6.80                                                                           | 4.30                                                                           | 11.50                                                                          |
| Precipitación total (mm) | 50.90                                                                          | 42.00                                                                          | 38.20                                                                          | 51.80                                                                          | 59.40                                                                          | 42.80                                                                          | 22.60                                                                          | 16.80                                                                          | 33.60                                                                          | 50.20                                                                          | 57.30                                                                          | 48.60                                                                          | 514.10                                                                         |
| Fuente: Ministerio de Agricultura, Alimentación y Medio Ambiente. Datos de precipitación para el periodo 1961-2003 y de temperatura para el periodo 1987-2003 en San Miguel de Bernuy 4 de octubre de 2012 |                                                                                |                                                                                |                                                                                |                                                                                |                                                                                |                                                                                |                                                                                |                                                                                |                                                                                |                                                                                |                                                                                |                                                                                |                                                                                |

La inversión térmica es frecuente en Valtiendas, especialmente en invierno, en situaciones anticiclónicas fuertes que impiden el ascenso del aire y concentran la poca humedad en el valle, dando lugar a nieblas persistentes y heladas. Este fenómeno finaliza cuando al calentarse el aire que está en contacto con el suelo se restablece la circulación normal en la troposfera; suele ser cuestión de horas, pero en condiciones meteorológicas desfavorables la inversión puede persistir durante días.

## Demografía
Cuenta con una población de 77 habitantes (INE 2024).
| Gráfica de evolución demográfica de Valtiendas entre 1842 y 2021 |
| |
| Población de derecho según los censos de población del INE. Población de hecho según los censos de población del INE.En 1857 crece el término del municipio porque incorpora a Pecharromán. |

La población de Valtiendas ha ido experimentando un importante descenso desde hace años debido al éxodo rural, especialmente significativo fue el periodo de 1960 a 1980, en que se redujo a menos de la mitad su número de habitantes debido a la emigración hacia las grandes ciudades, especialmente Madrid y Valladolid, sin embargo, a partir de la década de 1980, este descenso se desacelera debido principalmente a la reducción del ritmo migratorio.

### Economía
Sector primario, producción vitivinícola, con varias bodegas.
La localidad da nombre a una denominación de Vino de Calidad: Valtiendas

## Administración y política
| Periodo   | Nombre                                                                              | Partido     |
| --------- | ----------------------------------------------------------------------------------- | ----------- |
| 1979-1983 | Luis Francisco Martínez                                                             | UCD         |
| 1983-1987 | Antonio Iglesias Rojo                                                               | AP-PDP-UL   |
| 1987-1991 | Antonio Iglesias Rojo                                                               | AP          |
| 1991-1995 | Antonio Iglesias Rojo                                                               | PP          |
| 1995-1999 | Eugenio Pérez de Frutos                                                             | PSOE (Ind.) |
| 1999-2003 | Carlos Calva Sancha                                                                 | PP          |
| 2003-2007 | Monserrat Arranz Rodrigo                                                            | PP          |
| 2007-2011 | José Melero Esteban                                                                 | PP          |
| 2011-2015 | José Melero Esteban                                                                 | PP          |
| 2015-2019 | Manuel Pedro de Frutos Gordo                                                        | PP          |
| 2019-2023 | Manuel Pedro de Frutos Gordo (-18 /10/2022 †) Teodoro Carrascal Peña (18 /10/2022-) | PP          |
| 2023-act. | José María Galindo Hernando                                                         | PP          |

## Cultura

### Patrimonio arquitectónico
- Dentro del núcleo urbano destaca la iglesia parroquial Nuestra Señora de la Asunción, edificio de estilo renacentista que en su interior conserva algunos retablos barrocos, y varias piezas de plata para el culto, entre las que sobresale la cruz procesional, cuyo árbol es del siglo XVI.

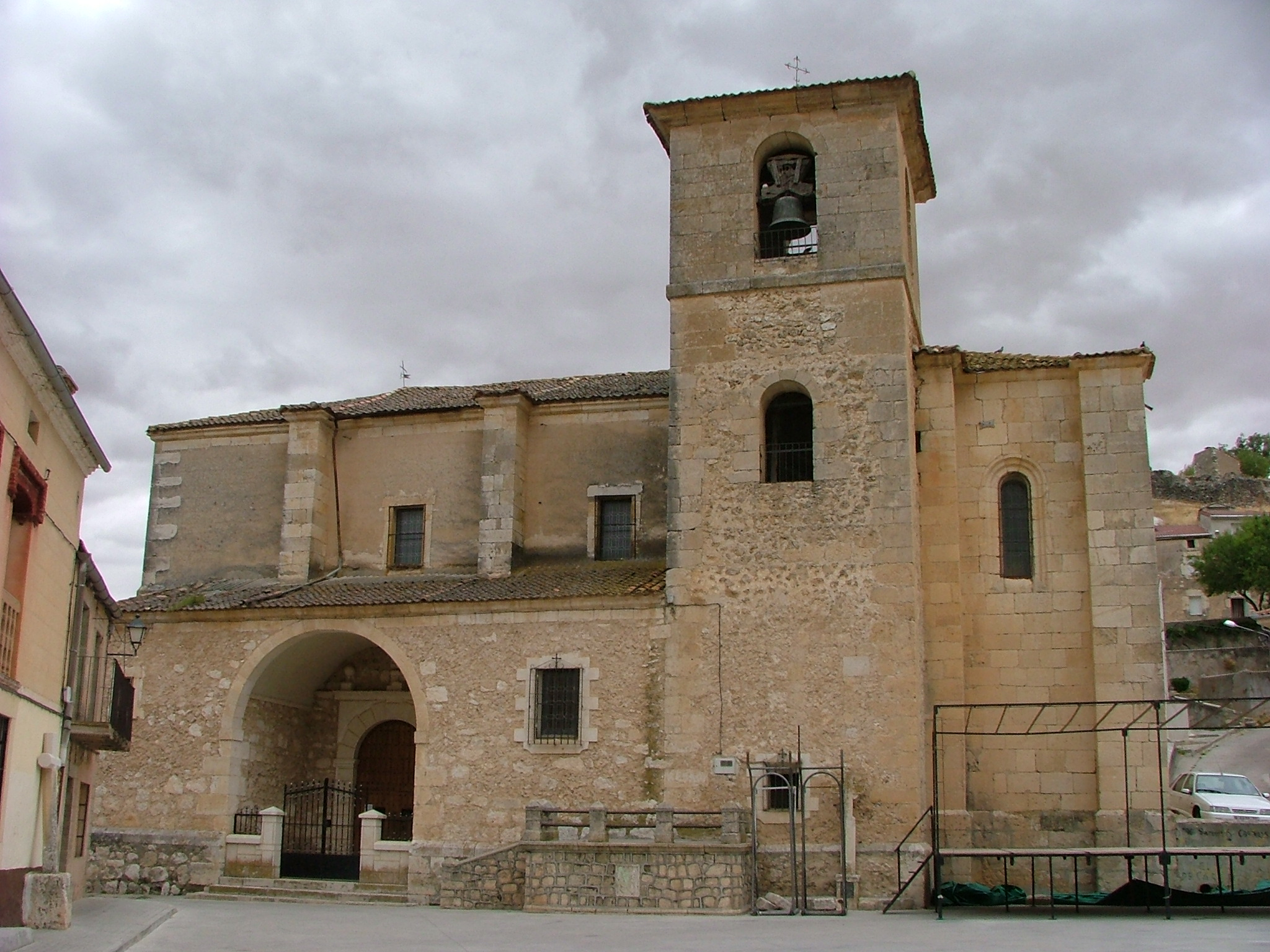
Nuestra Señora de la Asunción

- En el pueblo de Pecharromán se puede admirar la iglesia de San Andrés, modesto edificio románico, que conserva uno de los mejores muestrarios de escultura románica de la provincia de Segovia. Su planta es de tramo recto con cabecera semicircular, en la cual se abrían tres bellos ventanales, aunque hoy el del centro aparece oculto por un contrafuerte. Pero lo más llamativo del templo es su impresionante repertorio de canecillos de las cornisas del templo (nave y cabecera), donde aparecen representados personajes, demonios y escenas de todo tipo. Otro tanto en su portada de ingreso donde en la segunda arquivolta de las cuatro que la conforman, muestra toda una representación de cabecillas humanas y demoníacas con diferentes gestos. Ya dentro del templo, el retablo mayor presenta pinturas del manierismo tardío realizadas por Pedro de Santoyo y Tomás de Prado.
- A medio camino entre Pecharromán y Sacramenia, se localiza la iglesia de Santa María de Cárdaba, obra también románica que muestra un bello ábside fortalecido por cuatro columnas adosadas. Fue la iglesia del monasterio del mismo nombre, y está declarada Monumento Histórico Artístico. Fue donación del conde Fernán González al Monasterio benedictino de Arlanza, queriéndose ver en ella orígenes prerrománicos. Su planta es de una sola nave, estando cubierta con bóveda de cañón, que se une a la cabecera con un presbiterio recto de ábside semicircular, el cual también se cubre con bóveda de cañón y de horno.

### Patrimonio natural
- En los entornos de la villa se puede disfrutar del espacio natural de la Dehesa de Pecharromán y de su Cañada Real.
- Ya casi en la raya con la vecina provincia de Burgos, se localiza el Caserío de San José.